# ジョディ・ベンソン
ジョディ・マリー・マルツォラッティ＝ベンソン（Jodi Marie Marzorati-Benson（出生名：Jodi Marie Marzorati）、1961年10月10日 - ）は、アメリカ合衆国の女優、声優、ソプラノ歌手。
ディズニー映画『リトル・マーメイド』の主人公アリエル役を1989年の映画公開から現在に至るまで担当。またブロードウェイ・ミュージカル『クレイジー・フォー・ユー』のオリジナルキャストとしてトニー賞ミュージカル主演女優賞にノミネート。

## 私生活
イリノイ州ロックフォードに生まれる。セイント・ジェームス小学校及び中学校、ボイラン・カトリック高等学校を経てミリキン大学卒業。大学では当初、法学を専攻していたが、のちにミュージカル演劇のB.F.A.取得プログラムに転向。
1984年に俳優レイ・ベンソンと結婚、女児デラニーと男児マッキンリーをもうける。

## 来歴

### デビュー
大学2年のクリスマス休暇中にブロードウェイ・ミュージカルのオーディションに合格、ミュージカル女優の道へ進む。
1983年にニューヨーク・ブロードウェイ・ミュージカル『Marilyn:An American Fable』でデビュー。
1986年、同じくニューヨーク・ブロードウェイのミュージカル『Smile』にドリア・ハドソン役で出演。この中で、のちに『リトル・マーメイド』でも提携するハワード・アシュマン作詞の「Disneyland」をソロで歌う。この舞台出演がきっかけで、ディズニーファンの間で名が知られるようになる。 2014年9月ニューヨークにて行われた1夜限りの『Smile』同窓会コンサートにおいて、「この歌は私の人生のジグソーパズルの最初の1つ目、長い旅路の最初の1歩です（This is the first piece of the puzzle of my life, the first step of the journey, so to speak.）」と本人が述懐している。

### 『リトル・マーメイド』
『Smile』の終演後、同作の作詞を担当したアシュマンが、ベンソンを含めたすべての女性出演者をディズニーの新作アニメーション映画『リトル・マーメイド』のオーディションに招集した。その結果、主人公のアリエル役に決定し、声優デビューに至る。
監督のロン・クレメンツは、同作における歌は会話の延長として構成されているため、歌う声と話す声は同じ声優でなければならないと考えていた。アリエル役として起用したベンソンの声についてクレメンツは、歌声は優しく純粋で、独特の話し方には若さがあると評している。
1989年に公開された同作で、アラン・メンケン作曲の挿入歌兼原語版エンディングテーマ「Part of Your World」を歌唱。作品の大ヒットに伴い一躍有名となる。また同作のサウンドトラックはグラミー賞最優秀子供向けアルバム賞を受賞した。
当初は声優の職について、本気でやりたがる人のいない職だと考えていたといい、自身もブロードウェイ・ミュージカルが目標であったため声優については何も知らなかったという。しかし完成した『リトル・マーメイド』を鑑賞して、アリエルというキャラクターの中に自分自身を見出したといい、「アリエルは独立心があって、元気で、強い意志を持っている。もし私の中に彼女のような部分がなければ、夢は実現できていなかったと思う」と語っている。
このあと、1992年のテレビアニメ版『リトル・マーメイド』で再びアリエルを演じたのを皮切りに、続編やテレビゲーム、ディズニー・テーマパークのアトラクションといったディズニー製作の派生作品において、現在に至るまで殆ど代役を立てることなくアリエルの声を演じている。
2007年には『リトル・マーメイド』の関連により『魔法にかけられて』にカメオ出演。これが実写映画デビューとなったほか、出演シーンではBGMとして「Part of Your World」が流れている。

### 声優として
『リトル・マーメイド』の公開後、『未知の海へ ダーク・ウォーター』や『P.J. Sparkles』といったテレビアニメを中心に声優のオファーが殺到し、ワーナー・ブラザースのアニメーション映画『おやゆび姫 サンベリーナ』に主演。1997年のロビン・ウィリアムズ主演のディズニー製作映画『フラバー』では、主人公の助手であるチャーミングな浮遊ロボット・ウィーボの声を演じる。
『リトル・マーメイド』以外の代表作として、1998年のピクサー作品『トイ・ストーリー2』とそれ以降の同作シリーズにバービー人形役として出演している。なかでもスピンオフ作品『ハワイアン・バケーション』ではケン役のマイケル・キートンとともに主演を務める。
2001年には『わんわん物語II』で、前作の主人公であったレディ役を、逝去したバーバラ・ルディを継いで演じアニー賞最優秀女性声優賞にノミネート。
このほか『リトル・マーメイド』シリーズ以外のディズニー作品、ディズニー以外のTVアニメやアニメーション映画、『風の谷のナウシカ』の英語吹き替え版などでも精力的に活動しアメリカ有数のスター声優となっている。

### 舞台女優として〜『クレイジー・フォー・ユー』
1990年にロサンゼルスのロングビーチにて主演した『チェス』でドラマ専門家賞最優秀女優賞を受賞。
1992年2月19日にブロードウェイにて初上演された『クレイジー・フォー・ユー』にて、オリジナルキャストとしてヒロインのポリー・ベイカー役を演じ、「サムワン・トゥ・ウォッチ・オーバー・ミー」や「アイ・ガット・リズム」といったジョージ・ガーシュウィンの名曲の数々を歌い上げる。これが非常に高い評価を受け、第46回トニー賞ミュージカル主演女優賞、ヘレン・ヘイズ賞DC外劇団部門主演女優賞にノミネートされた。1996年1月7日まで出演し、同作のオリジナル・ブロードウェイ版サウンドトラックにも収録されている。
1998年には『ヨセフ・アンド・ザ・アメージング・テクニカラー・ドリームコート』の主人公であるナレーター役を演じた。

### 歌手として
世界各国の交響楽団のコンサートステージにソリストとして出演しており、東京交響楽団への出演経験もある。ほかに共演した主な交響楽団は以下の通り。
- ワシントン・ナショナル交響楽団（指揮者:マーヴィン・ハムリッシュ）
- ボストン・ポップス・オーケストラ
- クリーヴランド管弦楽団
- サンフランシスコ交響楽団
- シカゴ交響楽団
- ダラス交響楽団

また、ディズニーが主催するコンサートにも出演しており、ウォルト・ディズニー・ワールド開園25周年記念コンサートやウォルト・ディズニー生誕100周年記念コンサートなどに出演したほか、ディズニー・クルーズ・ラインにも乗船ゲストとして船内の舞台に出演している。
ほかにも、ウォルト・ディズニー・レコードよりリリースされた『リトル・マーメイド』シリーズやディズニープリンセスシリーズのCD作品にオリジナルソングを収録している。

### ディズニー・レジェンド受賞以降

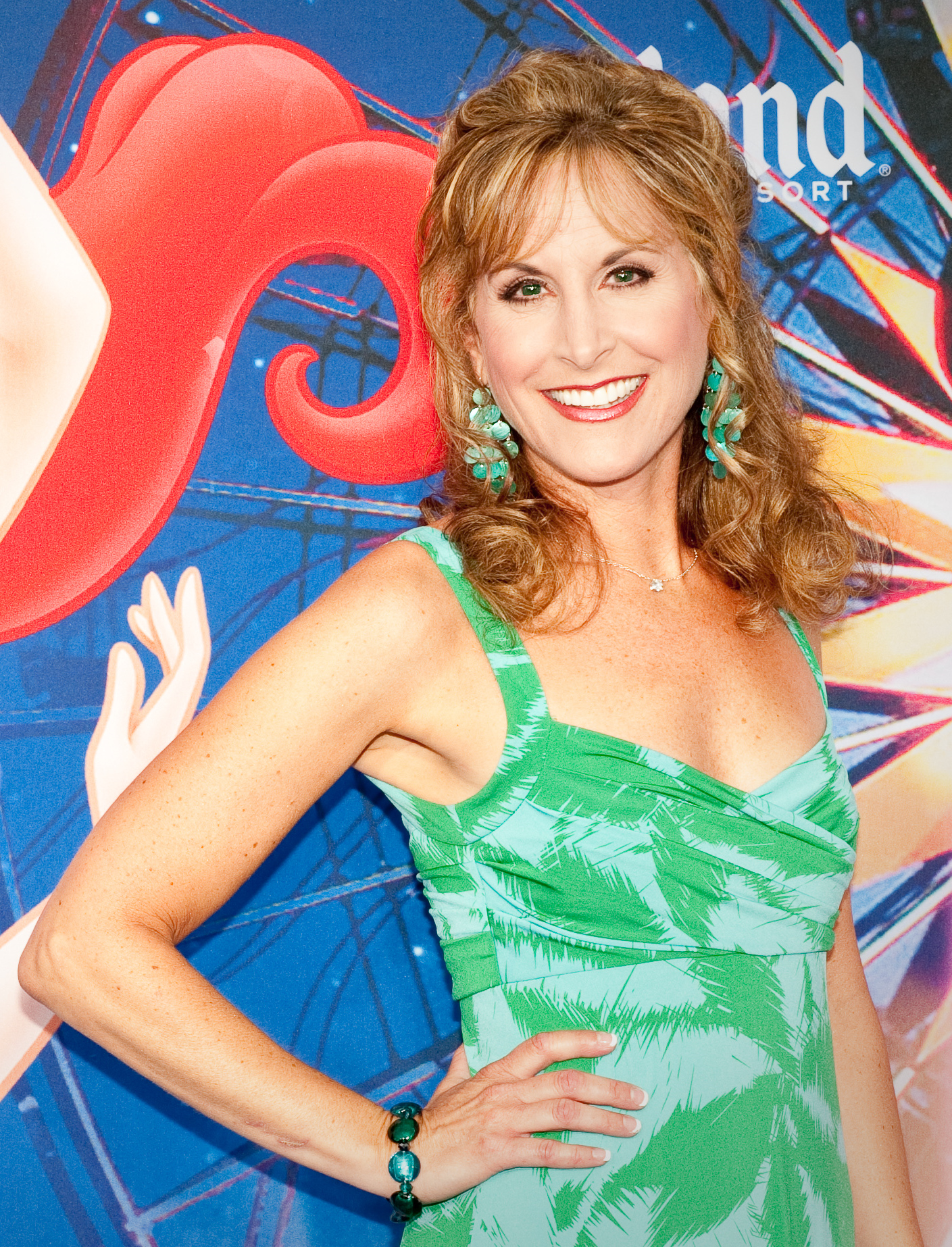
2010年ディズニー・カリフォルニア・アドベンチャー『ワールド・オブ・カラー』プレミアにて

2011年8月19日、ディズニー・レジェンドを受賞。受賞の喜びを涙ながらに語ったほか、20年以上の時を経ても衰えない歌声で「Part of Your World」や「夢はひそかに」を披露し、拍手喝采を浴びた。受賞の証として、カリフォルニア州バーバンクのディズニー本社ビルにサインと手形が刻まれている。
2016年にはハリウッド・ボウルにて、『リトル・マーメイド・ライブ・イン・コンサート』の6月6日の追加公演に出演。コンサートとしては初めてアリエル役を演じ、ダレン・クリスやノーム・ルイス、ジョン・ステイモスらと共演。この年は『Smile』にてハワード・アシュマンと提携して30周年ということから、「ディズニーと歩んできた30周年を、ハリウッド・ボウルという場所で、そしてアラン・メンケンとハワード・アシュマンの歌で祝うことができて光栄です」と語った。
2018年公開の『シュガー・ラッシュ:オンライン』にて、劇場版アニメとしては『リトル・マーメイド』以来ぶりにアリエル役を演じ、同作に登場するディズニープリンセスで唯一歌も披露している。
2019年11月には映画公開30周年を記念してABCにより制作・放送された、アウリイ・クラヴァーリョ主演の『リトル・マーメイド・ライブ!』に司会として出演。クイーン・ラティファ、シャギー、グラハム・フィリップス、アンバー・ライリー、ジョン・ステイモスと共演した。

## 日本での活動
2002年に歌手として初来日し、第1回「ディズニー・オン・クラシック 〜まほうの夜の音楽会  “You Can Fly 〜きみも飛べるよ”」に出演。
2014年には日本の映像制作会社STUDIO 4℃が制作したTVCM『お嬢様酵素 美の聖戦編』の英語版に声の出演をしている。なお日本語版では斎藤千和が演じている。
2018年に16年ぶりに来日しアラン・メンケンらと共に「Disney on CLASSIC Premium 
『リトル・マーメイド』イン・コンサート」に出演。会場は2月10・11日に日本武道館、2月14日に大阪城ホール。指揮は舞台版『美女と野獣』以来メンケンの音楽監督を歴任しているマイケル・コザリン。高畑充希、井上芳雄、斉藤慎二、岡幸二郎、マルシア、KREVAと共演し、コンサートのフィナーレで「Part of Your World」を披露した。

## 発言
実写版の『リトル・マーメイド』が製作されるにあたり、アリエル役に黒人歌手のハリー・ベイリーが起用された事に対してTwitterなどで否定的な意見が上がった際には、フロリダで開催されたギークイベント「フロリダ・スーパーコン」に出演し、アリエル役に必要なものは外見ではなく魂であることを以下のように語り、ベイリーへの支持を表明した。
「本当に重要なのは、キャラクターの魂だと思います」「外見は……現実に向き合いましょう。わたしはかなり年を取っています。わたしが『パート・オブ・ユア・ワールド』を歌うとき、もしあなたがわたしの外見で判断するならば、曲の解釈の仕方が変わるかもしれません。でも目を閉じれば、今でもアリエルの魂を聴くことができます」「映画にとって最も重要なのは、物語を語る能力です。わたしたちはストーリーテラーになる必要があります。外見、人種、出身国、肌の色、方言、身長、体形は関係ありません」「わたしはディズニーがストーリーテリングを大切にしていることを知っています。それこそ、彼らが一生懸命やろうとしていること。彼らは観客全員とコミュニケーションを取ろうとしていて、だからこそわたしたちはその映画と再び恋に落ちることができるのです」
このスピーチは観客から拍手喝采を受け、各米メディアで大きく報じられた。
そして2023年に公開を迎えた本作には、ベンソン自身がカメオ出演を果たしている。

## アリエル役

### アニメーション映画
- リトル・マーメイド The Little Mermaid（1989年 - ヴァネッサ役）
- シュガー・ラッシュ:オンライン　Ralph Breaks the Internet（2018年）
- ワンス・アポン・ア・スタジオ -100年の思い出- Once Upon a Studio (2023年)

### ビデオ映画
- ディズニーと歌おう／ミッキーとビーチパーティー  Mickey's Fun Songs: Beach Party at Walt Disney World (1995年 - ライブアクションの吹き替え)
- リトル・マーメイドII Return to The Sea The Little MermaidII Return to the Sea（2000年）
- ミッキーのマジカル・クリスマス 雪の日のゆかいなパーティー Mickey's Magical Christmas: Snowed In at the House of Mouse（2001年）
- リトル・マーメイドIII はじまりの物語 The Little Mermaid: Ariel's Beginning（2008年）

### テレビアニメ
- リトル・マーメイド The Little Mermaid（1992年 - 1994年）
- ハウス・オブ・マウス House of Mouse（2001年 - 2002年 - ベル役）
- ちいさなプリンセス ソフィア (2013年 - エマリーン女王役)

### ゲーム
- キングダム ハーツ（2002年）
- キングダム ハーツ チェイン オブ メモリーズ（2004年）
- キングダム ハーツII（2006年）
- Kinect: ディズニーランド・アドベンチャーズ（2011年）
- ディズニー エピックミッキー：ミッキーのふしぎな冒険 (2012年)
- ディズニー マジックキャッスル マイ・ハッピー・ライフ2 (2016年)

### ディズニー・テーマパーク
- マーメイドラグーンシアター（東京ディズニーシーのアトラクション、2001年9月4日〜2014年4月6日）
- ミッキーのフィルハーマジック（マジックキングダム、香港ディズニーランド、東京ディズニーランドのアトラクション、2003年～）
- リメンバー・ドリームス・カム・トゥルー（ディズニーランドのエンターテイメント、2005年〜2014年）
- ワールド・オブ・カラー（ ディズニー・カリフォルニア・アドベンチャーのエンターテイメント、2010年〜）
- アリエルのアンダーシー・アドベンチャー（ディズニー・カリフォルニア・アドベンチャー、マジックキングダムのアトラクション、2011年〜）

### コンサート
- リトル・マーメイド ライブ・イン・コンサート The Little Mermaid Live in Concert　(2016年6月6日(追加公演)、ハリウッド・ボウル)[4]
- Disney on Classics Premium『リトル・マーメイド』イン・コンサート　(2018年2月11日・12日、日本武道館 2018年2月14日、大阪城ホール)

### スマートフォンアプリ
- ディズニー・プリンセス：チャームドアドベンチャー Disney Princess: Charmed Adventures (2016年)[11]

### 配信アニメ
- LEGO ディズニープリンセス：お城の冒険 LEGO Disney Princess: The Castle Quest (2023年、Disney+)

## バービー役

### 長編アニメーション映画
- トイ・ストーリー2 Toy Story 2（1998年）
- トイ・ストーリー3 Toy Story 3（2010年）

### 短編アニメーション映画
- ハワイアン・バケーション Hawaiian Vacation（2011年）

## 声の出演

### アニメーション映画
- おやゆび姫 サンベリーナ　Thumbelina（1994年 - サンベリーナ役）
- クリスマスキャロル　A Christmas Carol（1997年 - ベル役）

### 実写映画
- フラバー Flubber （1997年 - ウィーボ役）

### ビデオ映画
- マイティ・コング The Mighty Kong（1998年 - アン役）
- ヨセフ物語 〜夢の力〜 Joseph: King of Dreams（2000年 - アセナト役）
- わんわん物語II Lady and the Tramp II: Scamp's Adventure（2001年 - レディ役）
- バルト 新たなる旅立ち Balto II: Wolf Quest  (2002年 - ジェナ役 : ブリジット・フォンダの後任 )
- モーセの十戒 Kids' Ten Commandments （2003年 - レリア役、サラ役、マーシャ役）
- 101匹わんちゃんII パッチのはじめての冒険 Dalmatians II: Patch's London Adventure（2003年 - アニタ・ラドクリフ役）
- バルト 大空に向かって Balto III: Wings of Change (2004年 - ジェナ役)
- 小さな機関車 リトルエンジン The Little Engine That Could (2011年 - ジリアン役)
- ティンカー・ベルと輝く羽の秘密 Secret of the Wings (2012年 - 癒しの妖精役)

### テレビアニメ
- 未知の海へ ダーク・ウォーター The Pirates of Dark Water（1991年 - トゥーラ役）
- P.J.スパークルズ P. J. Sparkles（1992年 - P.J.役） マテル製の同名の人形を主人公としたテレビアニメ
- ヘラクレス Hercules（1998年 - 1999年 - ヘレン役）
- 動物園通り64番地 64 Zoo Lane （1999年 - ナレーター）
- バットマン・ザ・フューチャー Batman Beyond（2000年 - アクアガール役）
- ダック・ドジャース Duck Dodgers（2003年 - 2004年、ゲスト - プリンセス・インセンス役ほか）
- ビリー&マンディ The Grim Adventures of Billy and Mandy（2004年 - 2006年、ゲスト - ブルーフェアリー役、子供2役ほか）
- ブンブン・マギー The Buzz on Maggie（2005年 - ローラ役）
- キャンプ・ラズロ Camp Lazlo （2005年 - パッツィ・スマイルズ役、ジェーン・ドー役ほか）
- 悪魔バスター★スター・バタフライ Star vs. the Forces of Evil（2015年 - 歌の先生役）
- ぼくはクラレンス! Clarence(2016年 - ダイアナ役)
- ラウド・ハウス The Loud House(2022年)

### ゲーム
- バグズ・ライフ（1998年 - アッタ姫役）
- アラジン ナシラの逆襲(2000年 - ナシラ役)
- グランディアII（2000年 - ミレーニア役）
- 鬼武者3（2004年 - 母役）

### 吹き替え
- 風の谷のナウシカ （2005年 - ラステルの母役）

### CM
- RIVALAND『お嬢様酵素　美の聖戦編』（2014年、日本、STUDIO 4℃制作 - お嬢様役）

## 出演

### 舞台
- マリリン：アン・アメリカン・フェーブル Marilyn: An American Fable （1983年 - ヴァージニア役）デビュー作
- スマイル Smile （1986年、オリジナル・ブロードウェイ公演 - ドリア・ハドソン役）
- ウェルカム・トゥ・ザ・クラブ Welcom to the Club（1989年 - ベティ・バーステーター役）
- チェス Chess（1990年、ロングビーチ公演 - フローレンス・ヴァッシー役）
- クレイジー・フォー・ユー Crazy for You  （1992年、オリジナル・ブロードウェイ公演 - ポリー・ベイカー役）
- ヨセフ・アンド・ザ・アメージング・テクニカラー・ドリームコート Joseph And The Amazing Technicolor Dreamcoat （1998年 - ナレーター役）

以下は年代不明
- マイ・ワン・アンド・オンリー My One and Only　ヨーロッパプレミア版、夫レイ・ベンソンと共演
- フローラ・ザ・レッド・メネス Flora the Red Menace （主演）パサデナ劇場
- オクラホマ! Oklahoma!　（アド・アニー・カーネス役）  ドロシー・チャンドラー・パビリオン
- 青春一座 Babes in Arms　（バニー・バイロン役）カリフォルニア大学ロサンゼルス校
- 南太平洋 South Pacific　（ネリー・フォーブッシュ役）パサデナ・シビック・オーディトリウム
- マイ・フェア・レディ My Fair Lady （イライザ・ドゥーリトル役） アレックスシアター

### コンサート
- ディズニー・オン・クラシック “You Can Fly ～きみも飛べるよ” Disney on Classic ～ Magical Night 2002（2002年、日本）
- シンデレラ Rodgers & Hammerstein's “Cinderella”  （2010年 - 女王役、ナッシュヴィル交響楽団一夜限定版）
- 2013 Spring Pops（2013年、 ボストン交響楽団）
- リトル・マーメイド・ライブ！（2019年 - 司会、ABC）

ほか多数

### 映画
- 魔法にかけられて Enchanted（2007年 - サム役）
- リトル・マーメイド The Little Mermaid (2023年 - 市場の店主役)

### テレビドラマ
- 刑事ハンター Hunter（1991年、第7シーズン第20話ゲスト - 警官役）
- キャロライン in N.Y. Caroline in the City（1997年、ゲスト - 母親役）
- The Brotherhood of Poland, New Hampshire The Brotherhood of Poland, New Hampshire （2003年 - 聖歌隊のソリスト役）

### 幼児教育ソフト
- ガイドポスト・ジャンクション Guideposts Junction (1996年)
- ベイビー・フェイス Baby Faith（2004-2005年）

### テーマパーク
- キャンドルライト・プロセッショナル 2012 - エプコット（2012年12月10日-13日ゲスト出演）

## ディスコグラフィー

### リトル・マーメイドシリーズ
- リトル・マーメイド　サウンドトラック The Little Mermaid Soundtrack（1990年）
- リトル・マーメイド：スプラッシュヒット The Little Mermaid: Splash hits （1992年）
- リトル・マーメイド：ソングス・フロム・ザ・シー The Little Mermaid: Songs from the Sea（1993年）
- アリエルズ・フェイヴァリット Ariel's Favorites: Ariel And Friends Sing Their Favorite Hits From The Sea（1998年）
- リトル・マーメイドII　サウンドトラック The Little Mermaid II (soundtrack) （2000年）
- リトル・マーメイド：グレイテスト・ヒッツ The Little Mermaid: Greatest Hits （2013年）

### ディズニープリンセスシリーズ
- ディズニープリンセス　アルティメットソング・コレクション Disney Princess: The Ultimate Song Collection（2004年）
- ディズニープリンセス　ミュージックヒット Disney Princess Music Hits（2004年）
- ディズニープリンセス　クリスマス・オブ・エンチャントメント Disney Princess Christmas Of Enchantment（2005年）
- ディズニープリンセス　ティーパーティー Disney Princess Tea Party（2005年）
- アルティメット・ディズニープリンセス Ultimate Disney Princess（2006年）

### その他
- プレシャスモーメント　ティミーズ・ギフト Precious Moments Timmy's Gift （1991年）
- ジョディ・ベンソン・シングス・ソングス・フロム・ザ・ビギナーズ・バイブルI Jodi Benson Sings Songs From the Beginner's Bible I（1991年）
- ジョディ・ベンソン・シングス・ソングス・フロム・ザ・ビギナーズ・バイブルII Jodi Benson Sings Songs From the Beginner's Bible II（1992年）
- クレイジー・フォー・ユー　キャスト・レコーディング Crazy for You Cast Recording（1992年）
- アンサング・ミュージカルズ Unsung Musicals（1994年）
- おやゆび姫 サンベリーナ　サウンドトラック Thumbelina Soundtrack（1994年）
- ソングス・オブ・ガイドポスト・ジャンクション Songs of Guideposts Junction （1995年）
- ハリウッド・クリスマス Hollywood Christmas（1996年 - Various Artist）
- ウィンドウズ・オン・ザ・ワールド Windows on the World（2003年 - Jodi Benson & The African Children's Choir名義）

## 受賞とノミネート
| 年     | 賞                        | 部門                                   | 作品                                                                           | 結果       |
| ------ | ------------------------- | -------------------------------------- | ------------------------------------------------------------------------------ | ---------- |
| 1990年 | ドラマ専門家賞            | 最優秀女優賞                           | フローレン・ヴァッシー役 『CHESS』                                             | 受賞       |
| 1991年 | グラミー賞                | 最優秀子供向けアルバム賞               | 『リトルマーメイド サウンドトラック』                                          | 受賞       |
| 1992年 | トニー賞                  | ミュージカル主演女優賞                 | ポリー・ベイカー役 『クレイジー・フォー・ユー』                                | ノミネート |
| 1992年 | ヘレン・ヘイズ賞          | DC外劇団部門主演女優賞                 | ポリー・ベイカー役 『クレイジー・フォー・ユー』                                | ノミネート |
| 2001年 | アニー賞                  | 最優秀女性声優賞                       | レディ役 『わんわん物語II』                                                    | ノミネート |
| 2011年 | ディズニー・レジェンド    | 声優部門                               | アリエル役 『リトル・マーメイド』 バービー役 トイ・ストーリーシリーズ ほか多数 | 受賞       |
| 2011年 | 米女性映画記者連盟賞      | 最優秀女性アニメーション・キャラクター | バービー 『トイ・ストーリー3』                                                 | ノミネート |
| 2012年 | Behind the Voice Actors賞 | 最優秀声優アンサンブル                 | 『小さな機関車 リトルエンジン』                                                | ノミネート |

## 日本語吹き替え
- すずきまゆみ - 『リトル・マーメイド』シリーズ、『リトル・マーメイド (2023年の映画)』
- 高橋理恵子 - 『トイ・ストーリー』シリーズ
- 麻生かほ里 - 『おやゆび姫 サンベリーナ』
- 小原乃梨子 - 『フラバー』
- 藤田淑子 - 『わんわん物語II』『バルト 新たなる旅立ち』『バルト 大空に向かって』
- 本田貴子 - 『ヨセフ物語 〜夢の力〜』
- 小此木まり - 『シュガー・ラッシュ:オンライン』